# اتو گایزرت
اتو گایزرت (انگلیسی: Otto Geisert; ۱۸ نوامبر ۱۹۳۹ – ۸ ژانویهٔ ۲۰۲۱) بازیکن فوتبال اهل آلمان بود.
از باشگاه‌هایی که در آن بازی کرده‌است می‌توان به باشگاه فوتبال کارلسروهه، باشگاه فوتبال کایزرسلاوترن، و باشگاه فوتبال رویال شارلوا اشاره کرد.